# Kurt Martius

Kurt Martius

Heinrich Hermann Kurt Martius (* 24. Juli 1903 in Mittweida; † 23. März 1969 in Krailling, Oberbayern) war ein deutscher Politiker (NSDAP). Er war von 1933 bis 1945 Mitglied des Reichstags.

## Leben und Tätigkeit
Martius war ein Sohn des Buchbinders Hermann Louis Martius und Emilie Lina, geb. Gaudlitz. Er besuchte von 1910 bis 1918 die mittlere erste Bezirksschule in Mittweida und absolvierte im Anschluss eine Lehre zum Buchbinder. Danach war er als Kaufmann und Handlungsbevollmächtigter im Geschäft seines Vaters tätig. 
Martius trat zum 1. November 1930 der NSDAP bei (Mitgliedsnummer 338.346), er wurde Ortsgruppen- und Kreisleiter der NSDAP in Mittweida und Gauinspekteur der Gauleitung in Sachsen.
Martius vertrat von November 1933 bis 1936 den Wahlkreis 30 und danach bis zum Ende des NS-Staates den Wahlkreis 6 (Pommern) im nationalsozialistischen Reichstag.
Nach dem Machtantritt der Nationalsozialisten im Jahr 1933 gehörte Martius von 1933 bis 1934 dem Stadtrat von Mittweida an. Zugleich amtierte er während dieser Jahre als Leiter der Polizei in Mittweida. 
Von 1934 bis 1938 bekleidete Martius die Stellung eines Gauamtsleiter des Amts für Kommunalpolitik der NSDAP des Gaus Pommern in Stettin und ab 1938 den Posten des Gaupersonalamtsleiters. Zugleich amtierte er als Gauhauptamtsleiter und Oberbereichsleiter der NSDAP. Sein Wohnsitz während dieser Jahre befand sich in Stettin, Henriettenstraße 31.
Nach dem Zweiten Weltkrieg lebte Martius in München.